# チャンネル生回転TV Midnightザップ!
チャンネル生回転TV Midnightザップ!（チャンネルなまかいてんテレビ ミッドナイトザップ）は、BSスカパー!で放送されているバラエティ番組である。この番組は「ザップ!」シリーズの他番組とは異なり、スカパー!加入者のみ視聴できる。

## 概要
- スカパー!プレミアムサービスで放送中のアダルトチャンネルを、スカパー!東京メディアセンター内スタジオにてザッピングしながら紹介する番組。
- 放送コードに触れる（BSでの放送に耐えれない）場合は「自粛中!!」の画面が挿入され、強制終了される。尚、スタジオには当日にザッピング対象となる8局で、放送中のアダルト作品が8つの画面で常時流されており、自粛中でBSスカパー!では放送出来ない作品を、実況風で言葉のニュアンスにより、視聴者に伝える企画も随時行われる。チェック担当者は複数名で、女性も含めて日替わり交代制の為、挿入するコードレベルに若干の差が生じる場合も（メインMCのイマヤスによると、セクシー女優のおっぱいが映っている場面は全てNGだが、日によってはおっぱいが1～2秒程度映り込む場合も）。
- 日替わりのセクシー女優をゲストに迎える。
- 「自粛中!!」の画面が挿入されている間は、様々な企画が行われる（エロ大喜利やセクシー女優への質問など、企画は日によって異なる）。
- 番組冒頭では、当日のザッピング対象となる8局の番組表が紹介されるが、BSでの放送では刺激が強過ぎる思われる表現には○で一部を伏せ字にしている。｢例:中出し→中○し(読み方はなかまるし)｣

2015年4月期の改編により、放送曜日が月・水の週2日に縮小され、放送時間も日またぎとなるよう変更された（初回放送は3月30日23:00 - 翌1:00）。MCも、火 - 木曜日の担当だったイマヤスは月曜日、金曜日担当だった中嶋美和子は水曜日にそれぞれ変更。第2シーズンはレギュラー陣も大幅リニューアルされ、固定レギュラーは居なくなる。月曜日は第1シーズンではセクシー女優としてゲスト出演した秋山祥子がタレント枠でレギュラー出演その後降板、ゲスト枠に戻る。2016年3月16日生放送最終回ゲストザッパーとして出演予定。月曜日のレギュラーはMCのイマヤスとピーマンズスタンダード吉田(番組マスコットの着ぐるみキャラ「狼男くん」として)のみ。第1シーズンより継続出演が決まったレギュラー陣は、MCを除いては立花亜野芽、中村愛のみ。他のレギュラー陣は事実上の番組卒業扱い。
2015年10月26日放送分より(おっぱいマンデー)が導入された。番組オリジナル着ぐるみキャラクター"狼男くん"が冒頭に(おっぱいマンデー)(着衣マンデー)のどちらになるかを発表し、前者の方であればゲストのセクシー女優が番組途中に服を脱いでおっぱいを曝け出す。番組自体は生放送である為、乳首も全て露わになる。番組公式Twitterアカウントに投稿される画像は乳首部分がハートマークで隠してあり、見られないようになっている。出演は、セクシー女優の二宮ナナと福咲れん。
2016年3月7日放送にてMCイマヤスより、番組終了が、発表された。月曜日生放送最終回となる2016年3月14日は、ゲストに湊莉久、一条リオン、白木優子、加山なつこを招いて放送、終了間際には、天使もえも駆け付け番組を盛り上げた。また、最後に番組マスコットの狼男くんが登場当時から噂されていたピーマンズスタンダード吉田が放送終了直前に声を発した。また、水曜日生放送最終回となる2016年3月23日は、レギュラーザッパーは、紺野ぶるま、ゆーびーむ☆、ゲストザッパーに、セクシー女優の秋山祥子を招き、放送予定、さらに、本番組最終回となる2016年3月23日23:00~25:00は特別編「涙の卒業旅行スペシャル」で放送終了。

### 本番組開始前の特別番組
- 本番組開始前の2014年9月27日の21:00 - 24:00にかけて、特別番組『256チャンネル一挙大公開!ザップ!エンターテインメント』（にひゃくごじゅうろくちゃんねるいっきょだいこうかいザップエンターテインメント）が放送されていた。同番組では23時すぎにアダルトチャンネルのザッピングもしたが、そのチャンネルの映像が少し放送されてすぐ「見ちゃダメ!」の文字が大きく書かれた一枚画（ブラックバック）が表示されてスタジオの映像に戻った。

## 出演者

### MC
- 水曜日：中嶋美和子
- 月曜日：イマヤス（スキップカウズ）

### レギュラー(曜日ザッパー)
- 水曜：タレント枠(中村愛、立花亜野芽など)※交代制で初回放送は秋山祥子が出演。女芸人枠(紺野ぶるま、ゆーびーむ☆、まりん など)※交代制で初回放送は紺野ぶるまが出演
- 月曜：曜日ザッパーの出演は無し。但し、セクシー女優は毎週2組が出演。第2シーズンでは、女優同士の対決企画を開催

## テーマソング

### エンディングテーマ
- スキップカウズ「バンド☆エイド」